# Йохан фон Пфалц-Ноймаркт
Йохан фон Пфалц-Ноймаркт (на немски: Johann von Pfalz-Neumarkt, Johann, der Oberpfälzer, Johann, die Hussitengeißel; * 1383, Нойнбург форм Валд; † 14 март 1443, Кастл в Лаутерахтал) е пфалцграф при Рейн и херцог в Бавария от 1410 до 1443 г. Основава линията Пфалц-Ноймаркт на род Вителсбахи.

## Биография
Той е вторият син на рейнския курфюрст и римско-немския крал Рупрехт и Елизабет от Хоенцолерн-Нюрнберг.
Йохан се жени през 1407 г. за принцеса Катарина от Померания (1390 – 1426), дъщеря на херцог Вартислав VII от Померания († 1395) и Мария, дъщеря на херцог Хайнрих III от Мекленбург. Те имат син Христоф III, който става крал на Швеция, Дания и Норвегия.
След смъртта на баща му през 1410 г. Курпфалц е поделен между неговите четирима сина. Йохан получава Горен Пфалц, където от 1404 г. вече е управител.
След 1419 г. Йохан фон Пфалц-Ноймаркт тръгва с войска от кръстоносци против таборитите. Това му носи допълнителното име „die Hussitengeißel“.
През 1428 г. Йохан се жени за принцеса Беатрикс от Бавария-Мюнхен (1403 – 1447), вдовица на граф Херман III фон Цили († 1426), дъщеря на херцог Ернст от Бавария и Елизабета Висконти. Бракът е бездетен.
Йохан умира на 14 март 1443 г. в манастирския замък към Кастл. Погребан е в замъчната църква Св. Георг в Нойунбург форм Валд.

## Деца
Йохан и Катарина имат седем деца, от които шест умират малки:
- Маргарета (* 1408, † малка)
- Адолф (* 1409, † 1409)
- Ото (* 1410, † малък)
- Йохан II (* 1411, † малък)
- Фридрих (* 1412, † малък)
- Йохан III (* септември 1413, † след 3 дена)
- Христоф (* 26 февруари 1416, † 5 януари 1448)